# TACO1
TACO1 (англ. Translational activator of cytochrome c oxidase I) – білок, який кодується однойменним геном, розташованим у людей на довгому плечі 17-ї хромосоми. Довжина поліпептидного ланцюга білка становить 297 амінокислот, а молекулярна маса — 32 477.
| 10         |  | 20         |  | 30         |  | 40         |  | 50         |
| ---------- |  | ---------- |  | ---------- |  | ---------- |  | ---------- |
| MSAWAAASLS |  | RAAARCLLAR |  | GPGVRAAPPR |  | DPRPSHPEPR |  | GCGAAPGRTL |
| HFTAAVPAGH |  | NKWSKVRHIK |  | GPKDVERSRI |  | FSKLCLNIRL |  | AVKEGGPNPE |
| HNSNLANILE |  | VCRSKHMPKS |  | TIETALKMEK |  | SKDTYLLYEG |  | RGPGGSSLLI |
| EALSNSSHKC |  | QADIRHILNK |  | NGGVMAVGAR |  | HSFDKKGVIV |  | VEVEDREKKA |
| VNLERALEMA |  | IEAGAEDVKE |  | TEDEEERNVF |  | KFICDASSLH |  | QVRKKLDSLG |
| LCSVSCALEF |  | IPNSKVQLAE |  | PDLEQAAHLI |  | QALSNHEDVI |  | HVYDNIE    |

A: Аланін

C: Цистеїн

D: Аспарагінова кислота

E: Глутамінова кислота

F: Фенілаланін

G: Гліцин

H: Гістидин

I: Ізолейцин

K: Лізин

L: Лейцин

M: Метіонін

N: Аспарагін

P: Пролін

Q: Глутамін

R: Аргінін

S: Серин

T: Треонін

V: Валін

W: Триптофан

Кодований геном білок за функцією належить до активаторів. 
Задіяний у такому біологічному процесі, як регуляція трансляції. 
Локалізований у мітохондрії.